# Rouslan et Ludmila (poème)

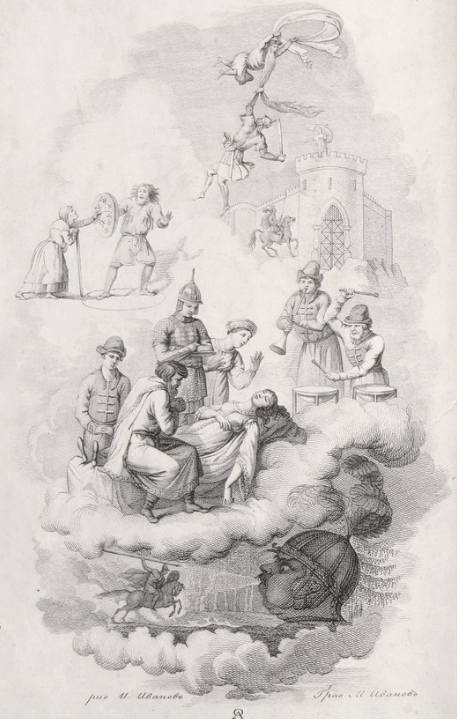
Rouslan et Ludmila, édition de 1820

Pour les articles homonymes, voir Rouslan et Ludmila.
Rouslan et Ludmila (en russe : Руслан и Людмила, Rouslan i Lioudmila ; en orthographe précédant la réforme de 1917-1918 : Русланъ и Людмила) est un poème d'Alexandre Pouchkine, publié en 1820.
Le poème est écrit à la façon d'un conte de fées épique composé d'une dédicace (посвящение), d'un prologue, de six chants (песни) et d'un épilogue (эпилог). L'histoire est celle de l'enlèvement de Ludmila, la fille du prince Vladimir de Kiev, par un sorcier maléfique et la tentative du courageux preux Rouslan de la retrouver et de la sauver.

## Résumé

### Prologue
Pouchkine évoque le monde merveilleux des contes et des légendes russes, pour créer l'atmosphère du poème.

### Chant premier
« Дела давно минувших дней,
Преданья старины глубокой. »
« Histoires d'il y a bien longtemps,
Légendes d'un lointain passé... »
Le prince Vladimir donne un banquet pour fêter le mariage de sa fille Ludmila avec le preux Rouslan. Y assistent trois jeunes preux, rivaux de Rouslan : Rogdaï, Pharlaf et Ratmir. Alors que les invités se sont retirés et que Rouslan a rejoint sa jeune femme dans la chambre nuptiale, Ludmila disparaît soudain dans un coup de tonnerre. Apprenant la nouvelle, Vladimir, furieux contre Rouslan, envoie les trois preux à la recherche de sa fille, promettant la main de la princesse et la moitié du royaume à celui qui la ramènera. Rouslan les accompagne.
En chemin, les preux se séparent. Rouslan rencontre un vieillard qui lui apprend que c'est le sorcier Tchornomor qui a enlevé Ludmila, puis lui raconte l'histoire de sa propre vie : amoureux dans sa jeunesse de la belle Naïna, celle-ci ne s'est finalement livrée à lui qu'une fois déjà devenue une vieille sorcière décrépite. Rouslan, méditatif, remercie le vieillard et le quitte.

### Chant deuxième
Rogdaï, croyant poursuivre Rouslan, s'en prend à Pharlaf et manque de le tuer avant de se rendre compte de sa méprise. Une petite vieille lui indique la direction du Nord ; quant à Pharlaf, sur le conseil de la vieille, il décide de renoncer à Ludmila et de rentrer chez lui, à Kiev. Rogdaï rejoint Rouslan et engage le combat avec lui. Cependant Pouchkine revient à Ludmila : après son enlèvement magique, elle reprend conscience dans un riche palais, nanti d'un parc merveilleux. Trois vierges s'occupent de sa toilette, mais Ludmila reste morne et indifférente à tout. Alors qu'elle s'est couchée, arrive le sorcier : c'est un nain bossu, qui s'avance majestueusement à la suite de sa longue barbe, portée sur un coussin par des nègres. Comme il veut porter la main sur Ludmila, celle-ci lui arrache son bonnet et le met en fuite.
Pendant ce temps, le combat singulier tourne à l'avantage de Rouslan, qui finit par jeter Rogdaï dans le Dniepr, où il se noie.

### Chant troisième

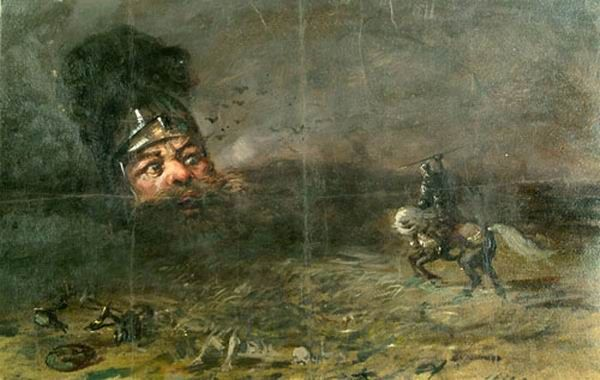
Tableau de Nikolaï Gay.

La sorcière Naïna, sous la forme d'un serpent ailé, rejoint Tchornomor et lui propose une alliance. Celui-ci, réconforté, part à la recherche de Ludmila, mais sans succès : la princesse a en effet découvert que le bonnet du sorcier, mis à l'envers, procurait l'invisibilité, et elle en use. Cependant, Rouslan traverse un ancien champ de bataille ; il y récupère une pique et une cotte de mailles. S'approchant d'une colline, il découvre qu'il s'agit en réalité de la tête gigantesque d'un guerrier casqué, qui le provoque. Rouslan frappe la tête, qui roule et découvre un glaive. La tête implore la clémence de Rouslan, et lui raconte qu'elle appartenait à un preux, frère de Tchernomor : ce dernier, lors d'une dispute à propos de l'épée, s'en est servi pour trancher la tête de son frère par ruse. Le preux décapité fait don du glaive à Rouslan et lui demande de châtier le sorcier.

### Chant quatrième
Ratmir, toujours à la recherche de Ludmila, arrive en vue d'un château où l'accueillent de belles jeunes filles : il ne tarde pas à s'y abandonner aux plaisirs de l'amour. Rouslan, quant à lui, poursuit sa quête vers le nord ; Ludmila continue à jouer les invisibles aux dépens du sorcier et de ses serviteurs qui la recherchent. Mais Tchernomor, suscitant une image de Rouslan, la piège, et va assouvir sa passion lorsque retentit au loin le son d'un cor, qui l'attire invinciblement.

### Chant cinquième

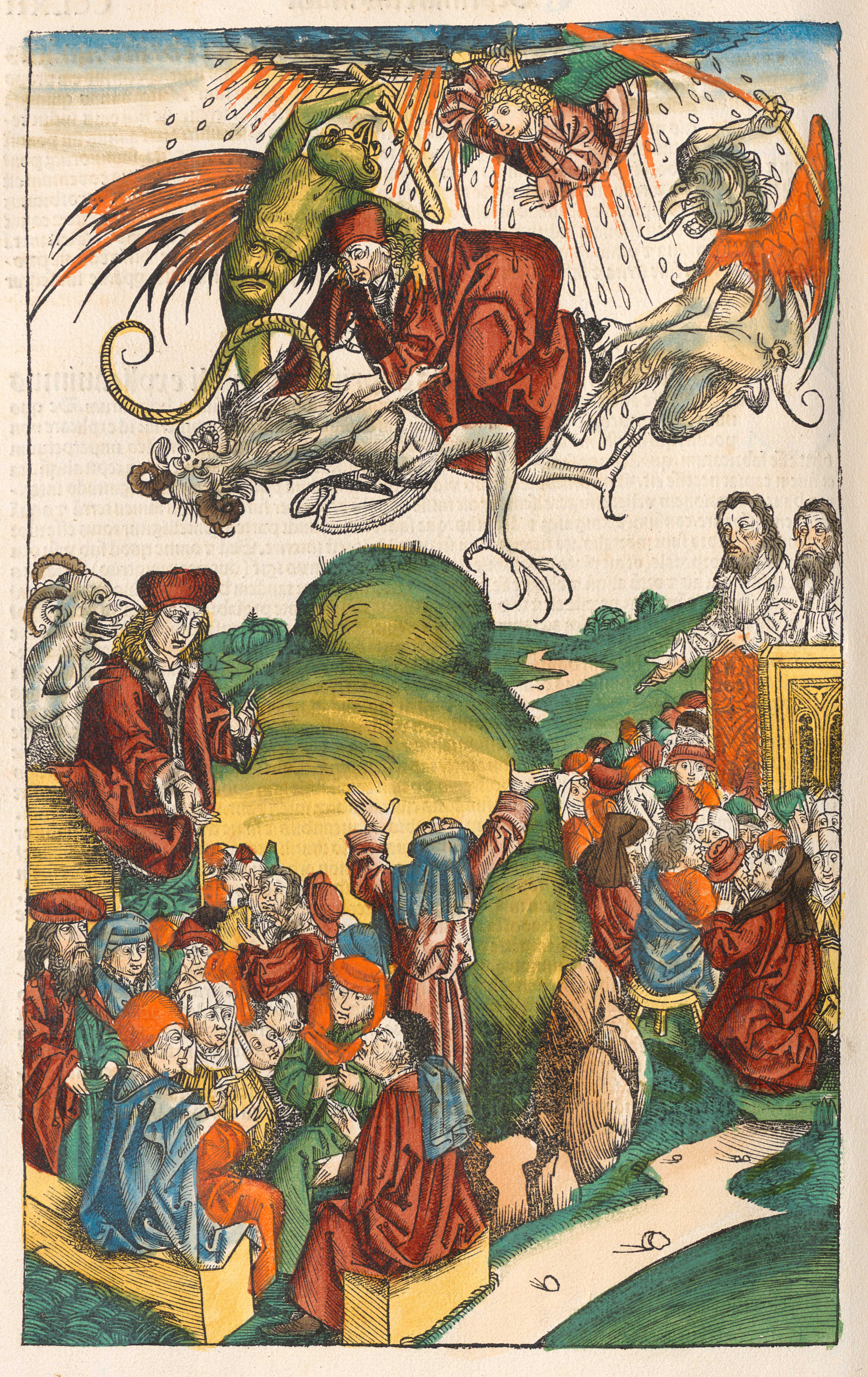
La mort de Simon le Magicien (La Chronique de Nuremberg, 1493).

C'est Rouslan qui a attiré le sorcier au son du cor. Le combat s'engage entre eux, le sorcier attaquant Rouslan par la voie des airs. Pendant trois jours, ils se battent en volant, Rouslan accroché à la barbe de Tchernomor. Lorsque ce dernier, épuisé, reconnaît sa défaite et emporte Rouslan jusqu'au palais où se trouve Ludmila, Rouslan lui tranche la barbe avec le glaive, ce qui anéantit les pouvoirs du sorcier. Rouslan cherche partout Ludmila, et finit par la trouver, mais elle dort d'un sommeil enchanté. Il entend la voix du vieillard finnois, qui lui dit de rentrer à Kiev avec la princesse : il prend Ludmila dans ses bras, attache le nain à la selle de son cheval, et entame le voyage du retour.
Il repasse à l'endroit où se trouve la tête du frère de Tchernomor : la tête, mourante, a le temps de comprendre que Tchernomor expie ses crimes. Rouslan poursuit sa route et s'arrête devant la chaumière d'un pêcheur : ce n'est autre que Ratmir, qui a pris femme est s'est installé là avec elle, loin du monde. Rouslan et Ratmir fraternisent avant de se séparer. Cependant, Naïna prend contact avec Pharlaf qui se cachait. Rouslan voit, dans un rêve prophétique, Ludmila disparaître dans un précipice, et réapparaître à la cour de Vladimir, au bras de Pharlaf. Pendant ce temps, Pharlaf, guidé par la sorcière, s'approche et le poignarde dans son sommeil, avant de s'enfuir avec Ludmila.

### Chant sixième

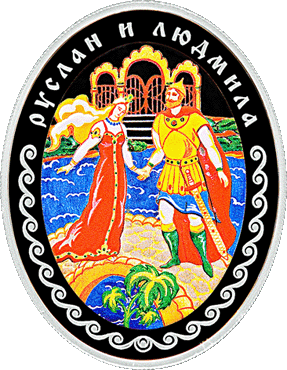
Médaille biélorusse.

Rouslan gît mort dans la plaine, tandis que Pharlaf rejoint Kiev, portant Ludmila toujours endormie, et se présente à Vladimir. La princesse est exposée à la vue du peuple, tous se désolent de son sommeil. Mais au cours de la nuit, les Pétchénègues approchent et entament le siège de la cité. Pendant ce temps, le vieillard finnois est allé emplir deux cruches à deux sources mystérieuses ; rejoignant le corps de Rouslan, il l'asperge d'abord d'eau morte, ce qui referme les plaies du héros, puis d'eau vive, ce qui le ressuscite. Il fait don à Rouslan d'un anneau magique, qui lui permettra de réveiller Ludmila, puis disparaît.
Rouslan remonte en selle, le nain toujours attaché derrière lui, et fonce vers Kiev où le combat avec les Pétchénègues s'est engagé. Rouslan apparaît tel le tonnerre et fait un carnage parmi les ennemis, qui s'enfuient. Acclamé par les habitants de Kiev, il parvient jusqu'au palais de Vladimir, qui veille, accablé, auprès de sa fille. Pharlaf, qui n'a pas combattu, s'évanouit de saisissement en voyant apparaître Rouslan. Ce dernier, grâce à l'anneau magique, éveille sa fiancée, et ils tombent dans les bras l'un de l'autre, tandis que Vladimir pleure de bonheur. Pharlaf avoue son forfait, Vladimir lui pardonne et accueille même le nain désormais privé de ses pouvoirs maléfiques. Tout finit dans les réjouissances générales.

### Épilogue
Le poète se retourne avec nostalgie sur son passé et évoque le « feu de la poésie » et des enthousiasmes qui s'est éteint, tandis que devant lui se profilent les « sommets altiers du Caucase ».